# Anna Hedborg
Anna Margareta Hedborg (* 17. September 1944 in Hudiksvall) ist eine schwedische Beamtin, Gewerkschafterin und Politikerin der Sozialdemokratischen Arbeiterpartei Schwedens. Sie war von 1994 bis 1996 stellvertretende Sozialministerin Schwedens.

## Leben
Hedborg wurde als Tochter von Fritz Hedborg und Hedvig Reuterswärd geboren. 1967 schloss sie ihr Studium an der Handelshochschule Stockholm mit dem Titel Civilekonom (englisch Bachelor of Economics) erfolgreich ab.
Von 1967 bis 1969 war sie für die Swedish International Development Cooperation Agency (SIDA), eine international agierende schwedische Behörde, tätig. Im Anschluss daran arbeitete sie bis 1972 im schwedischen Finanzministerium.
16 Jahre lang war sie daraufhin in der Gewerkschaftszentrale der Landsorganisationen i Sverige beschäftigt. Ab 1988 war sie für den Verband der Kommunalbehörden (Svenska Kommunförbundet) tätig, 1990 wechselte sie als Staatssekretärin in das Sozialministerium. Ab 1991 war sie ein Jahr lang in der Parlamentsfraktion der Sozialdemokratischen Arbeiterpartei Schwedens tätig. Von 1992 bis 1994 war sie Direktorin des Verwaltungsbezirksrats Kopparberg.
Am 7. Oktober 1994 wurde Hedborg als Teil der Regierung Carlsson III Ministerin ohne Geschäftsbereich bzw. stellvertretende Sozialversicherungsministerin (Krankenversicherungsministerin), diesen Posten behielt sie bis zum Ende der Regierung im März 1996.
Von 1996 bis 2004 war sie Generaldirektorin der Riksförsäkringsverket (heute Försäkringskassan), der nationalen Versicherungsverwaltung Schwedens, die auch für Renten verantwortlich ist.
Von 2004 bis 2008 war sie Vorsitzende des Statenskulturråd (deutsch Staatsrat für Kultur).

## Politik
Hedborg erregte Aufsehen, als sie 1975 während ihrer Zeit als Gewerkschafterin einen Vorschlag für Fonds für Arbeitnehmer vorlegte. Das in Zusammenarbeit mit dem Ökonomen Rudolf Meidner entstandene Papier Löntagarfonder empfahl, größere Unternehmen 20 Prozent ihres Gewinnes in einen Fonds einzahlen zu lassen. Eine Besonderheit dieses vorgeschlagenen Systems war, dass der Fonds nicht im individuellen Besitz, sondern im kollektiven Besitz der Arbeitnehmer sein sollte. Wie das Geld verwendet werden solle, blieb allerdings weitestgehend unklar.
2004 kam eine von Hedborg geleitete Untersuchung zu dem Schluss, dass die schwedische Sozialversicherung nicht so funktioniere, wie sie solle, und reformbedürftig sei.